# Timbres des Terres australes et antarctiques françaises 2007
Cet article recense les timbres des Terres australes et antarctiques françaises (TAAF) émis en 2007 par le Service des postes, de l'informatique et des télécommunications des TAAF (SPIC).

## Généralités

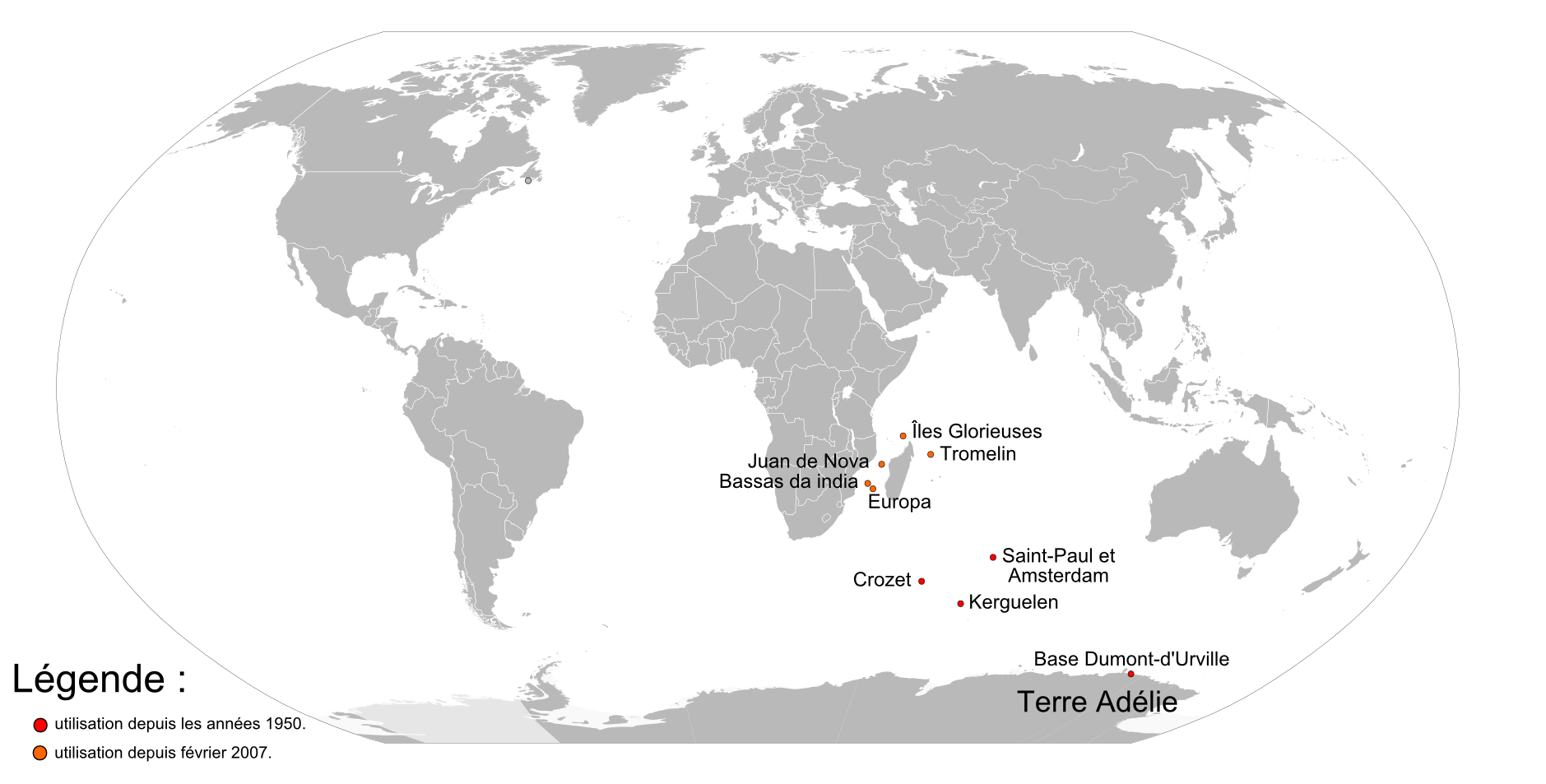
Lieux d'usage des timbres des TAAF. En rouge, les districts où ils utilisés depuis les années 1950. En orange, les îles Éparses où l'utilisation postale est possible depuis février 2007.

Les émissions de 2007 porte la mention « RF Terres australes et antarctiques françaises Postes 2007 »  (pour République française / pays émetteur / service postal et année) et une valeur faciale libellée en euro (€). La dentelure est de 13 dents sur 2 centimètres.
Le Service des Postes et Télécommunications des TAAF est complètement autonome dans le choix du programme philatélique. Les thèmes et auteurs des timbres sont sélectionnés par une Commission philatélique. Volontairement, l'impression en taille-douce est privilégiée. Ensuite, le SPT utilise les moyens de création et d'impression de Phil@poste pour la fabrication des timbres. Une grande partie du programme philatélique des TAAF est émise le 1er janvier dans les territoires. 
Les timbres servent sur le courrier au départ des districts des îles Crozet, Kerguelen, Saint-Paul-et-Amsterdam, et de Terre Adélie en Antarctique. À partir du 21 février 2007, ils servent également à partir des îles Éparses de l'océan Indien qui deviennent un district des TAAF avec la loi n°2007-224.
Néanmoins, la majeure partie de ce courrier provient des collectionneurs de philatélie polaire et maritime (courrier posté à bord d'un navire). Une grande partie des timbres sont donc vendus principalement par Phil@poste en métropole.

### Tarifs
L'affranchissement du courrier au départ des TAAF est déterminé en fonction d'une grille de trois tarifs : le régime préférentiel vers les territoires français (autant métropole qu'outre-mer), le régime international particulier à destination de pays indépendants ayant été sous l'influence française, et le régime international général pour le reste du monde. 
L'acheminement s'effectue par bateau. Un acheminement par avion subit une surtaxe de 0,19 € ou de 0,35 € par tranche de 10 grammes. Cette surtaxe ne s'applique pas aux plis et objets de moins de 10 grammes bénéficiant du régime préférentiel.
Voici les tarifs réalisables avec un timbre ou un bloc émis en 2007
Régime préférentiel :
- 0,49 € : carte postale, imprimé ou paquet-poste normalisé de moins de 20 grammes.
- 0,54 € : lettre standardisée de moins de 20 grammes.
- 2,50 € : imprimé et paquet-poste de 250 à 500 grammes.
- 4,54 € (diptyque) : lettre recommandée standardisée de moins de 20 grammes.

Régime international général :
- 0,90 € : lettre standardisée de moins de 20 grammes.
- 4,90 € : lettre recommandée standardisée de moins de 20 grammes.

Recommandation :
Des timbres émis correspondent au montant exact de la taxe de recommandation.
- 2,50 € : taxe supplémentaire pour un objet envoyé en recommandé.
- 4 € : taxe supplémentaire pour une lettre recommandée.

## Légende
Pour chaque timbre, le texte rapporte les informations suivantes :
- date d'émission, valeur faciale et description,
- formes de vente,
- artistes concepteurs et genèse du projet,
- manifestation premier jour,
- date de retrait, tirage et chiffres de vente,

ainsi que les informations utiles pour une émission donnée.

## Janvier
Tous les timbres émis ce mois-là, l'ont été le 1er janvier dans les TAAF, le 2 janvier en France.

### Albatros
Pour la troisième fois depuis juin 2006, a lieu une émission sur l'albatros. Un bloc illustré de cinq timbres de 0,54 € re présente deux spécimens volant au-dessus de l'océan. Chaque timbre détaille la tête d'une espèce sur fond de ciel et de nuages : albatros d'Amsterdam, albatros à bec jaune de l'océan Indien (Thalassarche carteri), albatros fuligineux (Phoebetria palpebrata), albatros à sourcils noirs (Thalassarche melanophris) et grand albatros (Diomedea exulans).
Le bloc et les timbres de 4,8 × 2,7 cm sont dessinés et gravés par Claude Andréotto. Les têtes sont imprimés en taille-douce alors que le ciel et les nuages le sont en offset.

### Louis Aleno de Saint Aloüarn 1738-1772
Est émis un timbre de 0,49 € reproduisant une peinture du portrait de Louis Aleno de Saint-Aloüarn. En 1772, il fut le commandant du Gros Ventre, le second bateau de l'expédition de Kerguelen de Trémarec sur la Fortune, expédition qui permit la découverte des îles Kerguelen. L'enseigne de Boisguéhenneuc, qui débarque et prend possessions de l'archipel, était le second de Saint Aloüarn. Séparé de la Fortune par une tempête, le Gros Ventre poursuit l'expédition vers l'ouest de l'océan Indien dans des conditions difficiles. Louis Aleno de Saint Aloüarn meurt de maladie le 5 septembre 1772 à l'île de France.
Le portrait est redessiné et gravé par Claude Jumelet. Le timbre de 2,2 × 3,6 cm est imprimé en taille-douce en feuille de vingt-cinq exemplaires.

### Archéologie à Saint-Paul
Pour présenter les activités archéologiques dans les TAAF, est émis un timbre de 2,50 € titré « Archéologie à Saint-Paul » à la suite d'une opération en 2003. Sur l'illustration, deux personnages prennent des mesures sur un chantier de fouilles. À l'arrière-plan droit de l'illustration, se distingue l'océan et un drapeau français.
Le timbre de 2,7 × 4,8 cm est dessiné et gravé par Claude Jumelet et imprimé en taille-douce en feuille de vingt-cinq.

### Astronomie à Concordia
Pour présenter un outil d'observation astronomique installée près de la base franco-italienne antarctique Concordia, est émis un timbre de 4,90 €.
Le timbre de 4,8 × 3,6 cm est dessiné et gravé par Jacky Larrivière pour une impression en offset (ciel et couleurs) et en taille-douce (bâtiments et installation) en feuille de vingt-cinq exemplaires.

### Bovin de l'île Amsterdam
Est émis un timbre de 0,54 € sur les bovins vivant sur l'île Amsterdam, dernières preuves de l'élevage par un Réunionnais nommé Heurtin dans les années 1870. L'illustration à dominante marron présente un bœuf sur une petite île, avec en dessous un petit troupeau de sept individus. Les cinq bêtes survivantes de l'exploitation d'Heurtin se sont adaptés et reproduits et sont à nouveau gérés comme un élevage à viande depuis 1988 pour protéger la nature originelle de l'île (comme le seul arbre du Territoire, le Phylica Nitida, et une espèce d'albatros, Diomedea amsterdamensis).
Le timbre de 4,8 × 2,7 cm est dessiné et gravé par André Lavergne pour une impression en taille-douce en feuille de vingt-cinq.

### Corindon
Comme chaque année, est émis un timbre de 0,15 € sur un minéral. Pour 2007, a été choisi un morceau de corindon dessiné en violet et noir, sur un fond mauve.
Le timbre de 2,6 × 3,6 cm est dessiné et gravé par Elsa Catelin pour une impression en taille-douce en feuille de vingt-cinq.

### Marthe Emmanuel 1901-1997
Un timbre de 0,54 € est émis sur Marthe Emmanuel, assistante de l'explorateur polaire Jean-Baptiste Charcot sur lequel elle a publié plusieurs ouvrages.
Le portrait est dessiné et gravé par Pierre Béquet. Le timbre de 2,2 × 3,6 cm est imprimé en taille-douce en feuille de vingt-cinq exemplaires.

### Île de la Baleine
Est émis un timbre de 0,90 € représentant le paysage de l'île de la Baleine et d'autres îles du golfe du Morbihan, dans les îles Kerguelen.
Le paysage est dessiné et gravé par Yves Beaujard. Le timbre de 4,8 × 2,7 cm est imprimé en taille-douce en feuille de vingt-cinq.

### Poisson des dieux -Lampris immaculatus
Est émis un timbre de 4 € représentant un spécimen de poisson des dieux (Lampris immaculatus). Grand d'un 1,36 mètre pour une femelle et lourd d'une trentaine de kilogrammes, ce poisson possède des écailles latérales et ventrales argentées, un dos bleu métallique et des nageoires orange.
Le timbre de 4,8 × 2,7 cm est dessiné et gravé par Jacky Larrivière. Il est imprimé en taille-douce en feuille de vingt-cinq exemplaires.

### 60eanniversairedes Expéditions polaires françaises
Pour le 60e anniversaire de la création des Expéditions polaires françaises (EPF) par l'explorateur polaire Paul-Émile Victor, est émis un triptyque de deux timbres et une vignette centrale. Celle-ci reproduit le logotype des EPF. Le timbre de 0,54 € reproduit un dessin du fondateur Paul-Émile Victor (un explorateur serrant la main d'un animal moustachu par-dessus un globe terrestre dont le pôle Sud est placé en haut) et l'entrée du siège parisien des EPF, au 47 de l'avenue du Maréchal-Fayolle, dans le 16e arrondissement. Le 4 € présente une vue d'ensemble de la maison à cette adresse.
Le triptyque comprenant deux timbres de 4,8 × 2,7 cm et une vignette de 2,2 cm de large est dessiné et gravé par André Lavergne. Il est imprimé en taille-douce en feuille de cinq triptyques.

### Tonkinois
Un timbre de 0,90 € est émis un timbre représentant la frégate Tonkinois qui mena une opération de secours en 1948 qui lui permit de retrouver le Cancalais, un navire de pêche de La Réunion en panne de radio près de l'île Saint-Paul. Navire britannique sous le nom d'HMS Moyola construit entre 1942 et 1944, il est vendu à la France en 1945 pour servir dans l'océan Indien jusqu'en 1949. Sous le nom de la Confiance, ce navire est désarmé en 1961. Identifié par son immatriculation F 711, le timbre le présente naviguant sur les flots au large d'une île.
Le timbre de 4,8 × 2,7 cm est dessiné et gravé par Pierre Albuisson et est imprimé en taille-douce en feuille de vingt-cinq.

## Mars

### Année géophysique internationale et Année polaire internationale
Le 1er mars, est émis un diptyque pour le cinquantenaire de l'Année géophysique internationale et de l'Année polaire internationale (API), toutes deux organisées en 1957 ; les deux timbres sont séparés par une vignette portant le logotype de l'API de 2007-2008. Le timbre de 4 € est un timbre sur timbre qui commémore l'Année géophysique de 1957 avec une carte de l'Antarctique sur laquelle le territoire revendiqué par la France est coloré en rouge, et avec une reproduction d'une des valeurs du timbre émis en 1957. Le 0,90 € sur l'Année polaire internationale porte la légende « des archives du passé vers de nouvelles frontières » présente un manchot marchant sur la glace sur un fond bleu rappelant les eaux sous-marines proches des glaces ; sous ses pattes, l'agrandissement d'un échantillon.
Les timbres mesurent 4,8 × 2,7 cm, avec une vignette de 2,2 cm de large. Ils sont préparés par Claude Andréotto, pour le 4 € en reproduisant le timbre de 1957 dessiné et gravé par Claude Hertenberger. L'impression est réalisée en offset en feuille de cinq diptyques.
Pour permettre une oblitération premier jour en Terre Adélie le 1er mars 2007, une mise en vente anticipée a lieu à Paris, le 9 février à l'antenne des TAAF et les 10 et 11 février à la Cité des sciences et de l'industrie dans le cadre de l'exposition Pôle Nord - Pôle Sud : les scientifiques en alerte organisée du 13 février au 24 juin 2007.

### Cour des comptes 1807-2007
Le 19 mars, dans le cadre d'une émission conjointe des sept administrations postales qui couvrent le territoire français, est émis un timbre commémoratif de 0,90 € pour le bicentenaire de la Cour des comptes. La façade du palais Cambon apparaît sur l'illustration à travers un drapeau tricolore. En bas à droite, un des symboles de cette cour chargée de vérifier l'utilisation de l'argent public : un miroir posé devant une balance de justice.
Le timbre de 4 × 3 cm est dessiné et gravé par André Lavergne. Il est imprimé en taille-douce en feuille de quarante-huit exemplaires.
L'illustration est identique pour les sept administrations, ainsi que l'impression en taille-douce. Les autres administrations postales concernées sont la France métropolitaine (comprenant les quatre départements d'outre-mer, Mayotte, la Nouvelle-Calédonie, la Polynésie française, Saint-Pierre-et-Miquelon et Wallis-et-Futuna.

## Juin

### Îles Éparses de l'océan Indien
Le 1er juin, est émis un bloc-feuillet de cinq timbres de 0,54 € pour l'intégration du district des îles Éparses de l'océan Indien aux Terres australes et antarctiques françaises (TAAF). Chaque timbre reproduit une photographie aérienne d'une des cinq îles Éparses : Bassas da India, l'île Europa, les îles Glorieuses, l'île Juan de Nova et l'île Tromelin. Le fond du bloc est illustré des reflets d'une mer vue à la verticale. Sur la droite, une tortue nage sous une carte de localisation des cinq îles allant de l'Europe au sud de l'Afrique. En haut, est imprimé le texte : « La loi 2007-214 du 21 février rattache les îles Éparses de l'océan Indien aux Terres australes et antarctiques françaises ».
Le bloc est réalisé par Louis Briat et est imprimé en héliogravure. 
Une manifestation premier jour a lieu du 10 au 12 mai 2007 à l'antenne des TAAF à Paris et les 25 et 26 mai au siège des TAAF à Saint-Denis à La Réunion, dans le but de permettre l'envoi par les collectionneurs de lettres qui sont oblitérées avec un cachet spécial le 1er juin dans les îles Éparses. Les plis sont transportés entre la Réunion et chacune des îles à l'aide d'avions Transall. Comme dans le cadre des rotations psotales des autres districts des TAAF, chaque personnel faisant office d'agent postal dispose d'un cachet personnel et signe le courrier qu'il traite. Deux mille enveloppes sont oblitérés à l'île Tromelin, le 1er juin, par Jean-Marie Jaguenaud, chef du service des postes des TAAF. Les trois missions d'oblitération suivantes sont accompagnées par un gendarme-agent postal : les 8 et 9 juin à Europa, 14 et 15 juin à l'île Juan de Nova et du 25 au 27 juin aux Glorieuses.
Le tirage est de 70 000 blocs. Environ 2500 d'entre eux sont vendus à Paris entre le 10 et le 12 mai.

### La course du soleil à Dumont d'Urville le 21 juin
Le 21 juin, jour du solstice d'hiver dans l'hémisphère sud, est émis un timbre de 0,90 € reproduisant un montage de cinq photographies du soleil se levant à peine au-dessus de l'horizon glacé vu depuis la base antarctique Dumont d'Urville, en Terre Adélie. Les heures des prises de vue sont indiquées (de la droite vers la gauche) : « 10:25 / 11:34 / 12:40 / 13:46 / 14:53 ».
Le timbre est préparé par Louis Briat et imprimé en héliogravure en feuille de huit exemplaires. Il est d'une longueur exceptionnelle de 15,6 centimètres sur une hauteur de 3,177 cm.

## Novembre

### Carnet de voyage: paysages insolites des Terres australes
Le 8 novembre, pour le cinquième Carnet de voyage des TAAF depuis Philexfrance 99, est émis un carnet de seize timbres pour l'affranchissement d'une lettre de moins de 20 grammes dans le régime international et reproduisant les seize photographies de paysages prises dans les trois districts insulaires sub-antarctiques comprises dans le carnet. Les clichés sont répartis en quatre blocs de quatre timbres. Ils représentent pour les îles Crozet : les îlots des Apôtres, l'île des Pingouins, un lac en forme de cœur et les Faraillons des Apôtres. Pour les îles Kerguelen, les sujets se trouvent principalement sur la Grande Terre : deux timbres sur le glacier Cook, le lac de Chamonix au nord-est de ce glacier, le Plateau central, la presqu'île de la Société de géographie, le sommet de la Tête d'Homme sur la Presqu'île Ronarc'h, baignée par le golfe de Morbihan, sujet d'un des timbres, et les îles Nuageuses. Enfin, sur l'île Amsterdam, une vue du plateau des Tourbières et de la falaise d'Entrecasteaux illustre un même timbre, ainsi que la caldeira, le bois de Phylicas et le cratère Antonelli.
Les photographies, que Lucia Simion a réalisées en novembre 2006 pendant une rotation du Marion Dufresne 2, sont reproduites sur des timbres de 4,8 × 3,6 cm. Le carnet est vendu 20 € pour une valeur faciale de 14,40 € (seize timbres de 0,90 €).
L'émission coïncide avec le Salon philatélique d'automne de Paris.
Trente mille carnets sont tirés.

### Sources
- La presse philatélique française, notamment les pages « Nouveautés » de Timbres magazine. Ce magazine dans son n°72 d'octobre 2006 a publié en avant-première le programme 2007 des TAAF avec des explications sur les sujets choisis.
- Site personnel Philatélie des TAAF qui possède des notices sur les sujets des timbres émis en 2004.